# Zaidismo
El zaidismo, zaidiyyah o chiismo zaidí (en árabe: الزيدية‎, romanizado: az-zaydiyya), conocidos ocasionalmente como chiíes quintanos (del inglés “Fivers”), es una rama del chiismo, dentro de la religión islámica, surgida alrededor del siglo VIII. El zaidismo es una de las sectas chiíes más cercanas en términos de teología a las escuelas ibadíes y Mu'tazila. El nombre zaidí proviene de Zayd ibn Ali, nieto de Husáin ibn Ali (hijo del cuarto Imán Ali ibn al-Husáyn). Los seguidores de la jurisprudencia islámica zaidí son los chiíes zaidí y constituyen alrededor del 50 % de los musulmanes de Yemen, siendo en ese país la gran mayoría musulmanes chiíes.
Los zaidíes reconocen a los mismos cuatro primeros imanes que el resto de los chiíes, pero no al quinto, Mohamed el Báciro, a quien sustituyen por su hermano Zayd ibn Ali, que en el año 740 promovió una rebelión contra el poder omeya. Viven en el norte del Yemen (donde son mayoría) y en Arabia Saudí. Es la rama chií más próxima al sunismo, pues consideran que el imán no está guiado por Dios y, por lo tanto, no es infalible.

## Origen
La escuela (madhab) zaidí surgió en reverencia al fallido alzamiento en armas en el año 740 (d. C.) de Zayd en contra del califa omeya Hisham ibn Abd al-Málik (gobernando entre los años 724 y 743 d. C.), un acto que se convirtió en un precedente de rebeliones contra gobernantes corruptos. Se podría afirmar que a los zaidíes les resulta difícil mantenerse pasivos en un mundo injusto, o en palabras de un moderno e influyente líder zaidí, Hussein Badreddin al-Houthi, “sentarse en sus casas”.
Los zaidíes son la división más antigua del chiismo y actualmente el segundo grupo más numeroso tras los Duodecimanos. Los zaidíes no creen en la infalibilidad de los imanes, pero promueven su liderazgo e inspiración divina. Los zaidíes creen que Zayd ibn Ali en sus últimos momentos fue traicionado por la gente en Kufa. Para 2014, los zaidíes constituían aproximadamente el 0.5 % de la población musulmana en el mundo.

## Ley
En asuntos de jurisprudencia islámica, los zaidíes siguen las enseñanzas de Zayd ibn Ali, documentadas en su libro Majmu’ al-Fiqh (en árabe: مجموع الفِقه). La fiqh (jurisprudencia) zaidí es similar a la jurisprudencia islámica suní de la escuela Hanafí. Abu Hanifah, jeque y jurista (madhab) suní, aprobaba la causa zaidí e incluso donó a ella. Los zaidíes desestiman la disimulación religiosa (taqiyya). De acuerdo con escolares zaidíes, su sistema legal debe mucho a la jurisprudencia Shafi'i.

## Teología
En cuanto a la teología, los zaidíes son cercanos a la escuela Mu’tazili, si bien no son exactamente Mu’tazilitas. Hay algunas discrepancias entre las escuelas, en particular la doctrina zaidí del Imanato, que es rechazada por los Mu’tazilitas. De entre los chiíes, los zaidíes son los más similares a los suníes en tanto el zaidismo comparte doctrinas similares y opiniones jurisprudenciales con los escolares suníes.
El supuesto fundador de la jurisprudencia zaidí, Al-Cásim ibn Ibrahím al-Rassi, uno de los imanes antiguos, expresó su apoyo a principios desarrollados por la escuela Mu'tazili, tales como la unidad de Dios (tawhid), la justicia de Dios (adl) y la promesa y amenaza (al-wa'd wa'l-wa'id). Otros principios Mu'tazili que permean los tratados teológicos zaidíes incluyen la creencia en el libre albedrío humano (qadr), la renuncia al antropomorfismo en relación con Dios (tashbih) y el uso del eslogan Mu'tazili de taklif ma la yutaqu, que sugiere que Dios no puede exigir a sus sujetos deberes que son incapaces de hacer o conocer, pues ello le haría injusto.
La literatura teológica zaidí pone énfasis en la justicia y la responsabilidad humana, y en sus implicaciones políticas, es decir, que por su religión los musulmanes tienen la obligación ética y legal de levantarse y derrocar líderes injustos, incluyendo sultanes y califas despóticos.

## Creencias
En el contexto de la creencia chií en el liderazgo espiritual o Imamah (imanato), los zaidíes creen que el líder de la Umma o comunidad musulmana debe ser un Fatimita: descendientes de Mahoma a través de la única hija que le sobrevivió, Fátima, cuyos hijos fueron Hasan ibn Ali y Husáin ibn ʻAli. Estos chiíes se autodenominaron zaidíes para diferenciarse de los demás chiíes que rehusaron a alzarse en armas con Zayd ibn Ali.
Los zaidíes creen que Zayd ibn Ali era el sucesor legítimo al Imanato (y no su hermano), pues había liderado una rebelión contra el  Califato Omeya,  al que consideraban tiránico y corrupto. Muhámmad al-Báqir (el imán y hermano de Zayd) no se inmiscuyó en la acción política, y los seguidores de Zayd creían que un imam verdadero debía luchar en contra de los gobernantes corruptos. El famoso jurista musulmán Abu Hanifah, a quien se atribuye la escuela Hanafí del islam suní, proclamó una fetua o pronunciamiento legal en favor de Zayd en su rebelión contra el gobernante omeya. También invitó en secreto a la gente a que se uniera a la insurrección y le envió fondos a Zayd.
Para los zaidíes, las cualidades del imán incluyen la intención y habilidad de asumir alguna suerte de poder político, así como de aprender (ilm), y ser descendiente de Ali, el primo y yerno del profeta. A diferencia de los Duodecimanos (Imamíes) y los chiíes ismailíes, los zaidíes no creen en la infalibilidad de los Imanes ni creen que el Imamah deba pasar de padre a hijos, sino que puede pasarse a cualquier descendiente de Hasan ibn Ali o de Husáin ibn Ali, los hijos de Ali. Para los zaidíes, no es esencial que el imán designe a su sucesor, y puede haber épocas en que el mundo carezca completamente de un imán en el caso de que no haya ningún descendiente de Alí que esté calificado para asumir el cargo. Asimismo, para algunos zaidíes puede haber épocas en que haya más de un imán, cada uno liderando países islámicos en distintas partes del mundo, como sucedió en el siglo X (d. C.), cuando existieron Estados zaidíes simultáneamente en Yemen y en Tabaristán (en la costa iraní del mar Caspio), cada cual con diferentes imanes.
Es este rechazo a las cualidades especiales de los imanes el que los hace más cercanos a las posiciones suníes, lo que ha llevado a una cierta reconciliación entre unos y otros, y al desarrollo de una tradición legal y teológica zaidí que se aproxima más a la tradición suní que lo que lo hacen los ismailíes o imamíes. El rechazo a las cualidades especiales de los imanes se manifiesta en la afirmación común entre los zaidíes de que Alí, Hasan y Husáin fueron designados como imanes, pero que su designación estaba oculta (nass khafi) y sólo pudo descubrirse después de una investigación. Esto eximía a algunos de los compañeros del Profeta de culpa o censura por no reconocer el imanato de Alí. Asimismo, los teólogos e historiadores zaidíes han sido menos dados a criticar los califatos de Abu Bakr, Úmar y Uthmán.